# Sphaerostephanos inconspicuus
Sphaerostephanos inconspicuus är en kärrbräkenväxtart som först beskrevs av Edwin Bingham Copeland, och fick sitt nu gällande namn av Hoitturn. Sphaerostephanos inconspicuus ingår i släktet Sphaerostephanos och familjen Thelypteridaceae. Inga underarter finns listade.